# Ngargosari (Sumberlawang)
Ngargosari is een bestuurslaag in het regentschap Sragen van de provincie Midden-Java, Indonesië. Ngargosari telt 5592 inwoners (volkstelling 2010).